# Fanta Régina Nacro

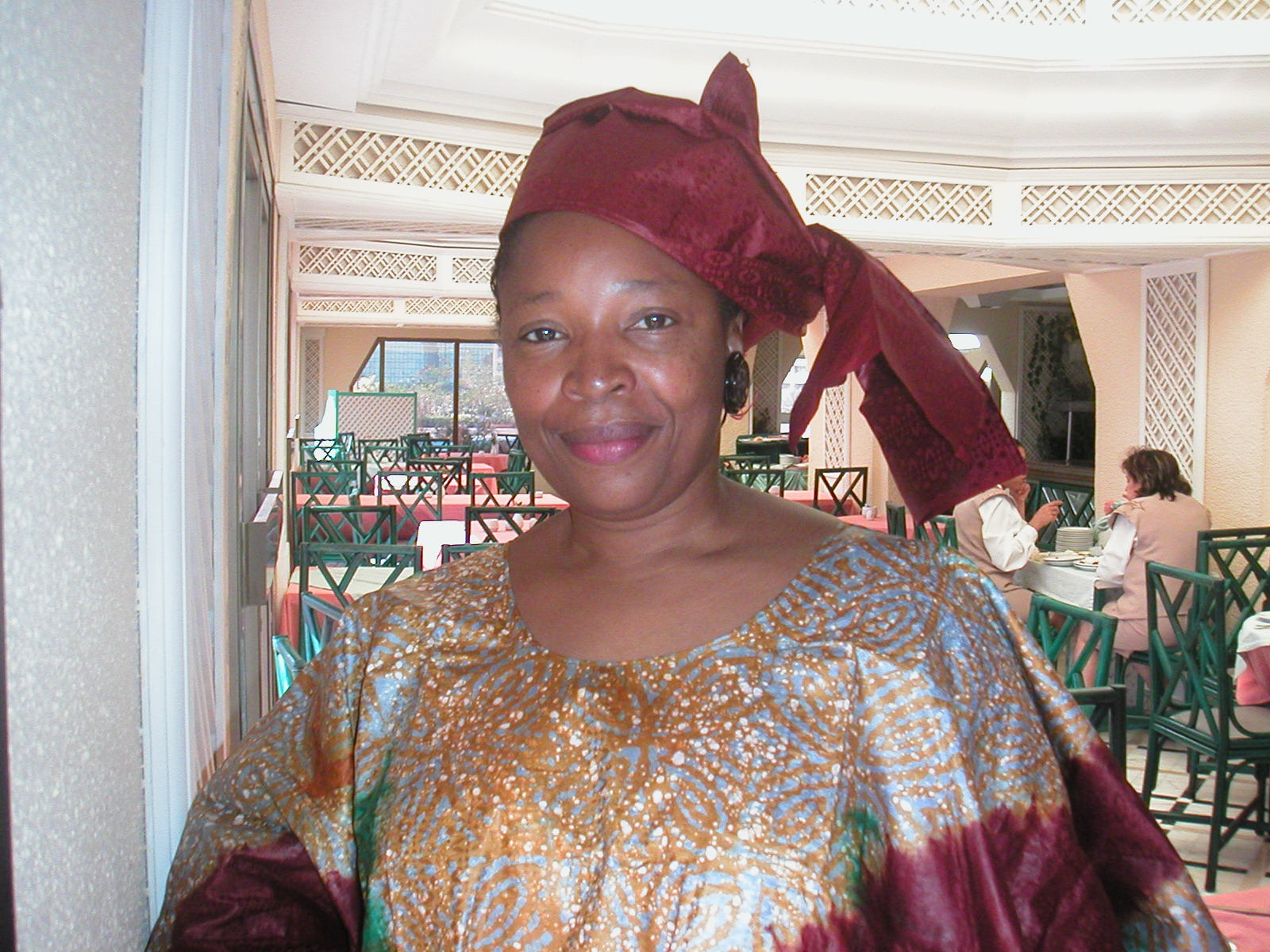
Fanta Régina Nacro, 2004

Fanta Régina Nacro (* 4. September 1962 in Tenkodogo, Obervolta) ist eine burkinische Regisseurin.
Sie absolvierte ihre Ausbildung am Institut Africain d’Études Cinématographique (INAFEC) und der Universität Ouagadougou.
Mit dem Kurzfilm Bintou wurde Nacro bei den Festspielen von Cannes 2001 mit dem Kodak Short Film Award und beim FESPACO 2001 für den besten Kurzfilm ausgezeichnet. Ihr erster Langspielfilm La Nuit de la vérité wurde beim Festival Internacional de Cine de Donostia-San Sebastián in der Kategorie Best New Screenwriter prämiert.

## Filmografie
- Un certain matin 1991
- Puk nini 1995
- Le Truc de Konaté 1997
- Femmes capables 1998
- La Tortue du monde 1998
- Florence Barrigha 1999
- Relou 2000
- Laafi Bala 2000
- La bague aux doigt 2001
- Une volonté de fer 2001
- La voix de la raison 2001
- Bintou 2001
- En parler ça aide 2002
- Vivre positivement 2001
- La Nuit de la Verité 2004